# チャールズ・フィニー

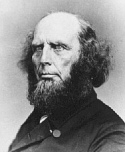
チャールズ・フィニー

チャールズ・グランディソン・フィニー（英語:Charles Grandison Finney、1792年8月29日 - 1875年8月16日）は、アメリカ合衆国のプロテスタントの伝道者。第二次大覚醒の主要な指導者である。最初にリバイバルの語を文書にし、しばしば「最初のアメリカ人リバイバリスト」と呼ばれた。フィニーはアメリカ合衆国の歴史に大きな影響を与えている。

## 生涯と神学
フィニーはコネチカット州の農家に7人の子どもの初子として生まれた。両親は農夫であり、フィニーは大学に行くことができなかった。しかし、学力、音楽的才能、指導者としての力を持っていて、16歳の時に学校の音楽教師になった。1818年、ニューヨークのアダムスに引越して弁護士になるために法律事務所で働き始め、2年後に法廷に立つ資格を得た。
その町の牧師と親しくなったフィニーは教会に出席するようになった。当時よく使われた教科書『法律註解全書』の著者ブラックストンがクリスチャンだったこともあって、テキストには聖書からの引用が多く、それに応じてフィニーは聖書を読むようになる。1921年10月10日、29歳の時に劇的な回心をした。森に入り跪いて神に祈っていると、旧約聖書「エレミヤ書」29章12-14節の言葉が示された。その晩、弁護士事務所に戻ったフィニーは聖霊のバプテスマを受けた。「愛の波のように、体と魂を突き抜けていく、聖霊の印象を感じた」という。1824年に、32歳で長老派教会の牧師となった。
フィニーの伝道者としての特徴は、独学で神学を学んだ点にある。その上で、フィニーが拠り所にしたのは英訳された聖書のみであった。聖書の一文一文を重要視するのは正統的なプロテスタント（カルヴァン主義）の特徴であるが、その場合でも正しい聖書理解のために必要とされたヘブライ語やギリシャ語の知識すらも不要だと論じ、教理問答なども軽視した。これがそれまでのプロテスタントとは大きく異なる。フィニーは神学教育を無意味だと論じ、また、牧師にとって重要なのは神学の知識ではなく「いかに多くの人を救ったか（回心させたか）」という思想信条を終生持っていた。
フィニーの福音伝道メッセージは、元弁護士らしく、論理的、明快で、人を新しくする神の力と、イエス・キリストの愛を説いた。また原稿なしに説教を行うことでも知られていた。また、フィニーは「リバイバル」自体を分析し、「リバイバルは奇跡ではない」と結論づけたことでも知られる。フィニーは、リバイバルやそれに伴う回心は神による奇跡ではなく、人間の努力によってなされるものとした点でも、それまでの信仰復興運動者とは異なっていた。

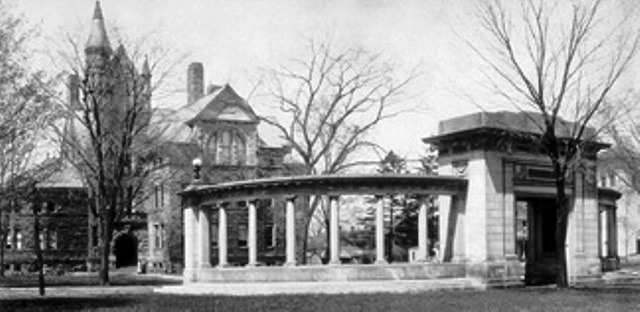
オーバリン大学

フィニーは、よく知られたキリスト教の福音伝道者であるだけでなく、奴隷制度を非難し、奴隷解放運動にも関わった。1830年代から、彼が牧会する教会では、奴隷所有者への陪餐を停止した。
1835年、オーバリン大学の教授になるためオハイオ州に引っ越した。後に学長になったオーバリン大学は、合衆国の大学の中で初期奴隷解放運動の主要な教育機関となり、白人、黒人、女性の共学を最初に実現した大学になった。
同名の幻想小説作家は曾孫に当たる。

## 著書（日本語訳）
- 『チャールズ・フィニー霊的力』いのちのことば社 ISBN 4264021227
- 『上よりの力』角笛出版